# 앵거스 스크림

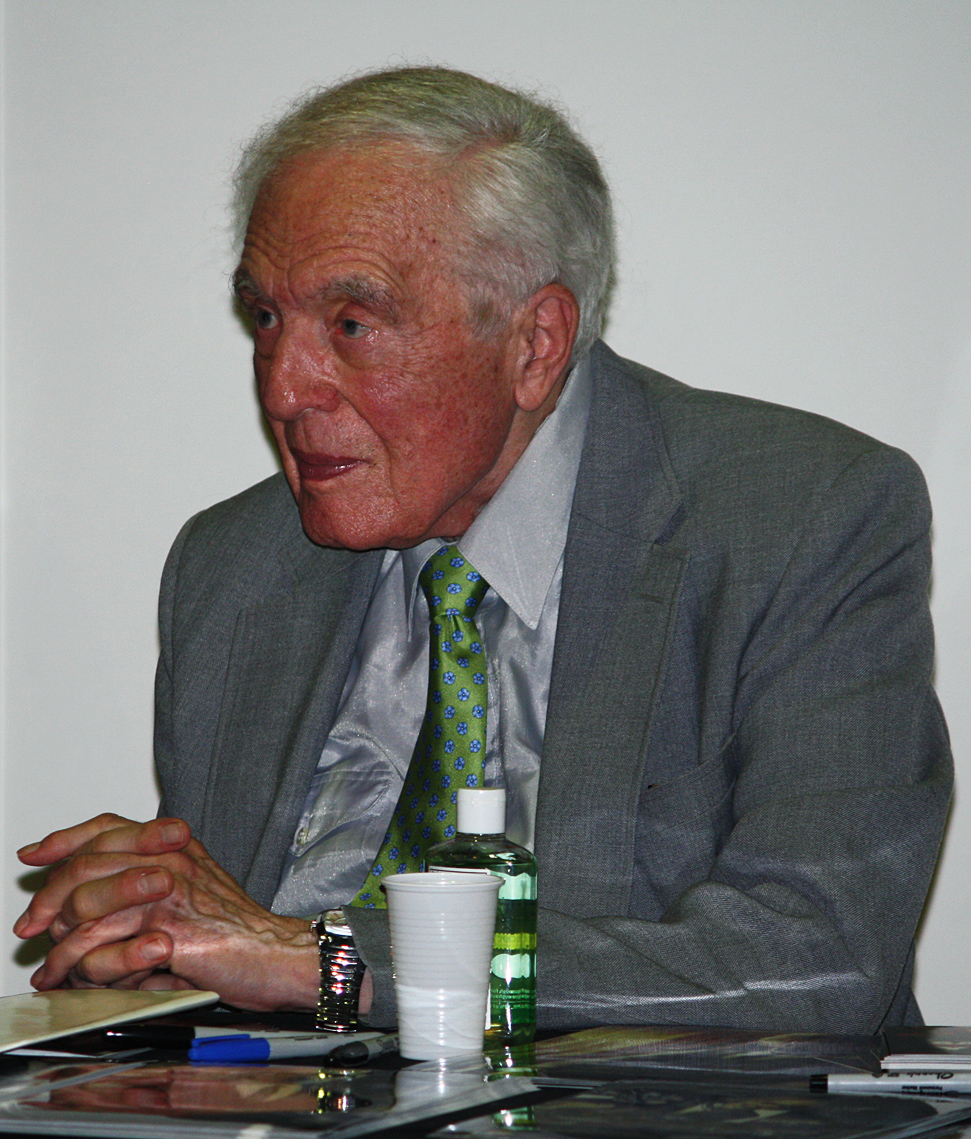

앵거스 스크림(Angus Scrimm, 1926년 8월 19일 ~ 2016년 1월 9일)는 미국의 배우, 저널리스트, 영화배우, 텔레비전 배우, 성우이다.
캔자스시티에서 태어났으며 로스앤젤레스에서 사망하였다.

## 영화
- 디사이플스 (2014년)
- 사탄은 당신을 미워한다 (2010년) - Dr, 마이클 가브리엘 역
- 스페이스맨 온 어스 (2009년)
- 레드 71 (2008년)
- 시체를 팝니다 (2008년) - Dr. 퀸트 역
- 서태닉 (2006년)
- 마스터즈 오브 호러 에피소드 1 - 마운틴 로드 (2005년)
- 커플링 (2003년)
- 환타즘 4 (1998년)
- 위시마스타 (1997년)
- 블러드 리벤지 (1996년)
- 페이탈 프레임 (1996년)
- 외계인 먼치 2 (1994년)
- 환타즘 3 (1994년)
- 단판 승부 (1993년)
- 마인드웹 (1992년)
- 외계인 먼치 (1992년)
- 악마의 변종 (1991년)
- 트랜실바니아의 저주 (1990년)
- 환타즘 2 (1988년)
- 로스트 엠파이어 (1985년)
- 환타즘 (1979년) - 키 큰 남자 역
- 짐, 더 월즈 그레이티스트  (1976년)
- 어라우저 (1972년)